# Luis María Lasúrtegui
Luis María Lasúrtegui Berridi (ur. 28 marca 1956 w Pasai) – hiszpański wioślarz, srebrny medalista olimpijski i brązowy medalista mistrzostw świata.

## Kariera
Wystartował na igrzyskach olimpijskich w Moskwie w 1980, gdzie w czwórkach ze sternikiem zajął czwarte miejsce. Walkę o podium Hiszpanie przegrali tam z Polakami o 3,71 sekundy. Na rozgrywanych cztery lata później igrzyskach olimpijskich w Los Angeles razem z Fernando Climentem zdobył srebrny medal w dwójkach bez sternika. W finale o 3,48 sekundy przegrali z osadą Rumunii, a o 2,94 sekundy pokonali osadę Norwegii. Był to pierwszy w historii medal olimpijski w wioślarstwie dla Hiszpanii. Brał też udział w igrzyskach olimpijskich w Seulu w 1988, na których Hiszpanie w tej samej konkurencji odpadli w repasażach pierwszej rundy.
liment i Lasúrtegui zdobyli także brązowy medal w dwójkach bez sternika podczas mistrzostw świata w Hazewinkel (1985), plasując się za osadami ZSRR i Wielkiej Brytanii. Był też między innymi czwarty w tej konkurencji na mistrzostwach świata w Lucernie (1982), gdzie w walce o brązowy medal lepsza o 1,22 sekundy była osada Holandii.